# رتبة أربع نجوم

شارة رتبة جنرال الأمريكي

رتبة أربعة نجوم: (بالإنجليزية: Four-star rank)‏ هي رتبة أي [ضابط] من فئة أربع نجوم وصفها رمز [الناتو] OF-9. الضباط الأربعة نجوم وغالبا ما تكون لكبار القادة في [القوات المسلحة]. وتستخدم هذه التسمية أيضا من قبل بعض القوى المسلحة مثل منظمة [حلف شمال الأطلسي] (الناتو) .